# Antarctic Impulse Transient Antenna
L'esperimento Antarctic Impulsive Transient Antenna (Antenna transiente ad impulsi dell'Antartico) in sigla ANITA è un'antenna progettata per studiare i neutrini dei Raggi cosmici ad altissima energia rilevando impulsi radio emessi dalle loro interazioni con il ghiaccio dell'Antartico
Questo viene realizzato utilizzando una serie di antenne radio, sospese da un pallone ad elio, che volano ad un'altezza di circa 37.000 metri.

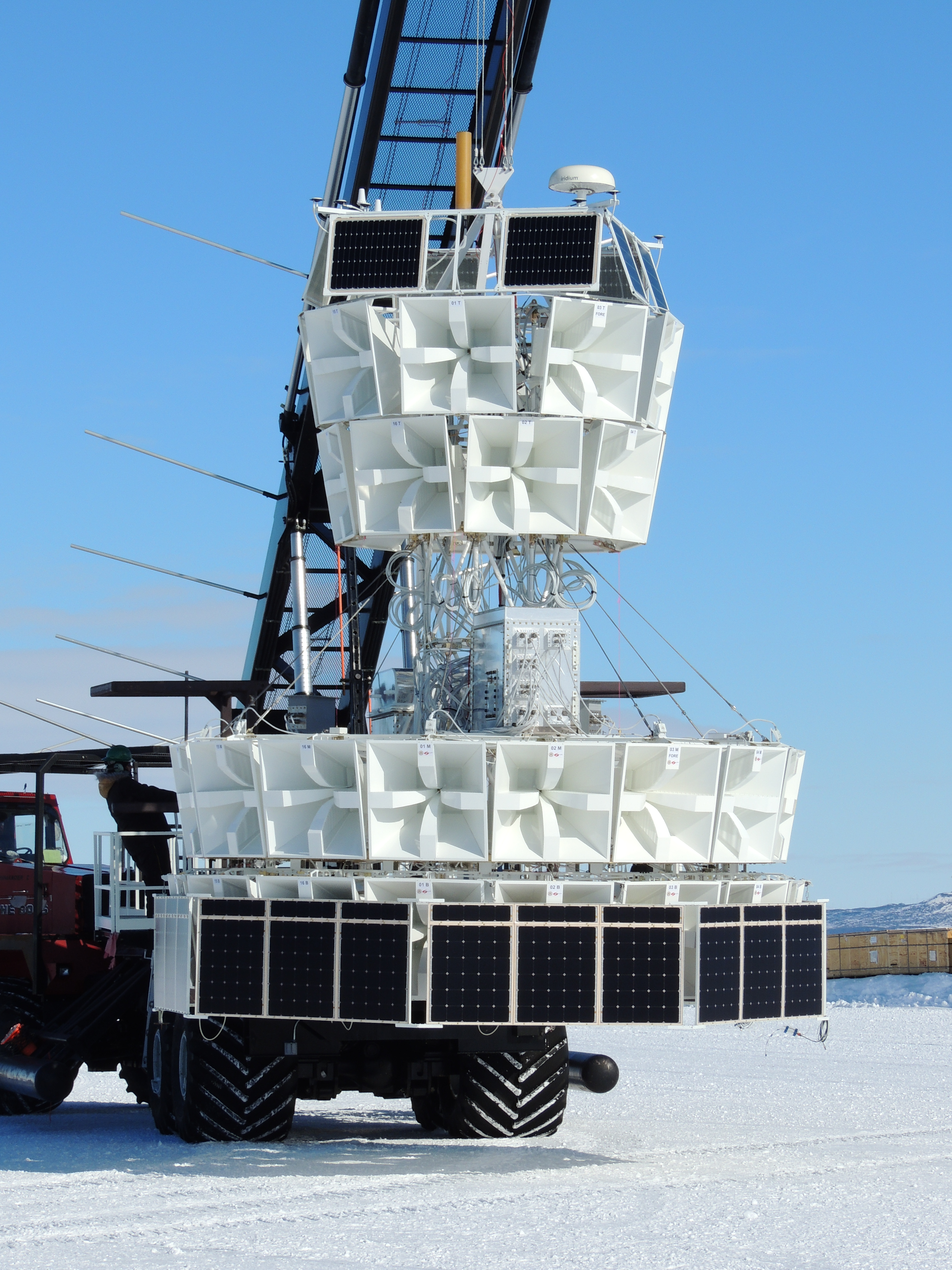
L'esperimento ANITA-IV in Antartide, prima di essere lanciato sul Pallone

I neutrini, con energie dell'ordine di [[1018 eV]], produce impulsi radio nel ghiaccio a causa della effetto Askaryan
si pensa che i neutrini dei raggi cosmici ad alta energia risultano da interazioni di raggi cosmici con i fotoni della Radiazione cosmica di fondo
Si spera quindi che l'esperimento ANITA possa far luce sull'origine di questi raggi cosmici